# Villa Rospigliosi (Zugliano)
Villa Rospigliosi, già nota anche come Castel San Rocco e in seguito Casa di preghiera Gesù Maestro, si trova nella frazione di Centrale del comune di Zugliano.

## Storia
La villa, per decenni legata alle vicende del ramo Rospigliosi Pallavicini, venne edificata nel 1906 sul colle di San Rocco ad opera degli agiati eredi del noto pittore statunitense William Stanley Haseltine la cui giovane figlia, Mildred (Roma 02-09-1879, Roma 11-09-1946) era andata sposa a don Ludovico Guardino Carlo Francesco Rospigliosi Pallavicini, acquisendo il titolo di principessa romana. Nel 1908 fu impiantato il bosco con pregevoli essenze che sussiste tuttora. In quell'anno la cronaca della villa è indissolubilmente legata alla prematura morte della principessina Camilla Elena Maria Anna Carolina Giuseppa Rospigliosi, il cui sepolcro in stile neogotico fu collocato nel cimitero di Centrale in mira con la croce presente nella villa e da essa visibile.
Dalla separazione dei coniugi, nel 1912 la villa rimase dimora della principessa e dei figli. La villa ricevette una prima ristrutturazione nel 1929, comprendente l'aggiunta di una cinta merlata ispirantesi al castello di Thiene, città di cui Mildred, nota in loco anche come Principessa Haseltine, fu benefattrice. Con la morte di Mildred a fine anni quaranta la proprietà, ormai nota anche come Castel San Rocco, passò prima alla ditta Grendene poi alla congregazione religiosa del Fratelli delle scuole cristiane e infine, nel 1960 alla congregazione femminile delle Pie discepole del Divin Maestro, prendendo nel 1961 l'attuale denominazione Casa di preghiera Gesù Maestro, e venendo successivamente ristrutturata altre due volte.

## Descrizione
Degne di nota le opere in ferro battuto, la scala in legno che porta al piano superiore, il camino, il ricco bosco impiantato nel 1908.

## Influenza culturale
La villa è descritta dal giornalista bresciano Egidio Bonomi in Miele amaro storia di una donna perduta, biografia romanzata dai molti pseudonimi, ove è citata quale dimora della baronessa "Milly Roncigliosi".